# 샌디 알칸타라

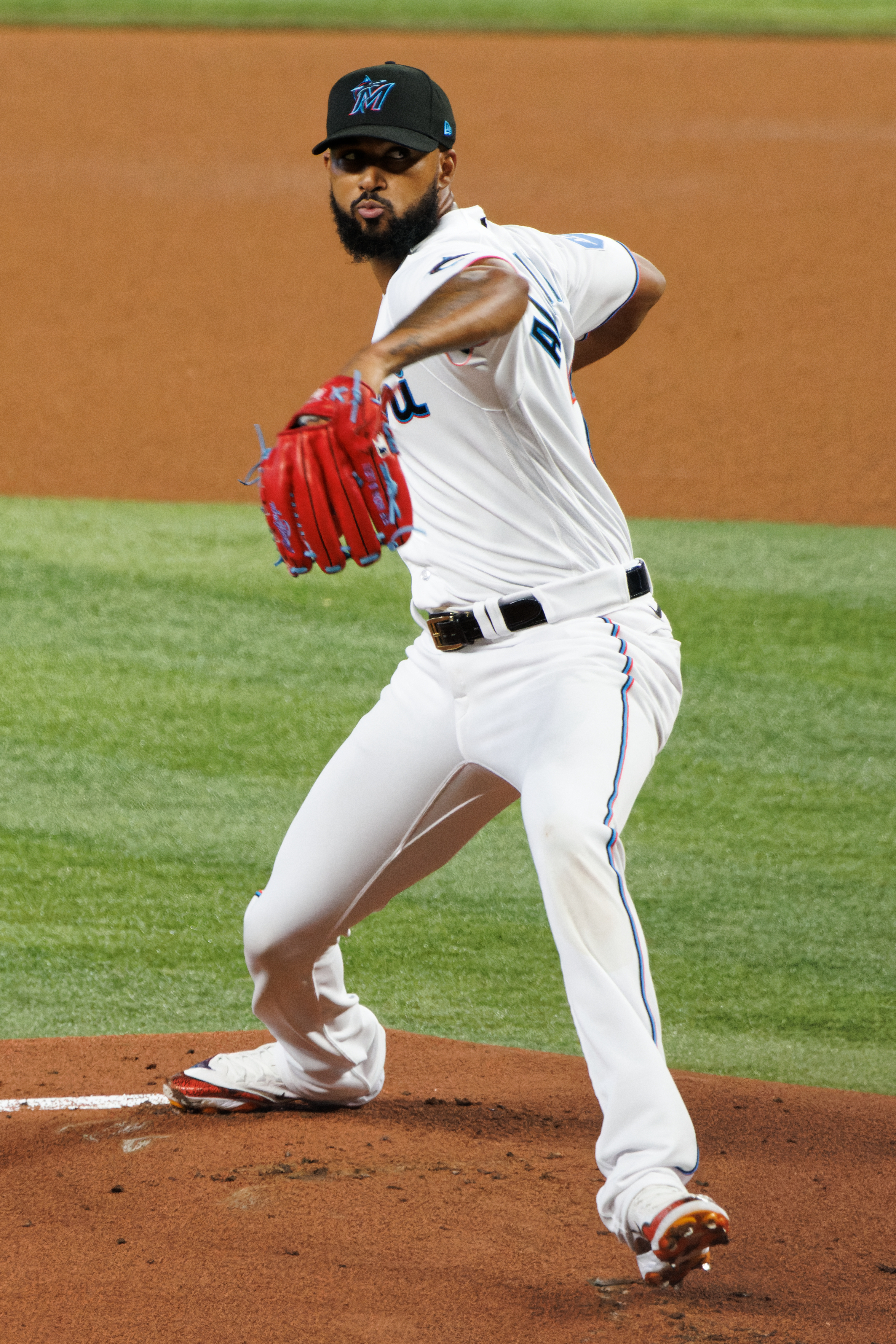

샌디 알칸타라 몬테로(영어: Sandy Alcántara Montero, 1995년 9월 7일 ~ )는 메이저 리그 베이스볼 (MLB) 마이애미 말린스의 도미니카 공화국 출신 야구 투수이다. 이전에는 세인트루이스 카디널스에서 뛰었다.
알칸타라는 2013년 국제 자유계약선수로 카디널스와 계약했고, 2017년 MLB에 데뷔했다. 카디널스는 2017 시즌 후 알칸타라를 말린스로 트레이드했다. 2019년과 2022년에 올스타에 선정되었고, 2022년 내셔널 리그 사이 영 상을 수상했다.

## 어린 시절
알칸타라는 도미니카 공화국의 산후안데라마과나에서 태어났다. 11자녀 중 한 명이다. 11살 때, 그의 부모는 그를 수도인 산토도밍고에 사는 그의 누나에게 보냈는데, 그곳에서 학교 공부와 야구 훈련을 병행할 수 있었다. 8학년 때 야구 경력에 집중하기 위해 학교를 그만두었다.

## 경력

### 세인트루이스 카디널스

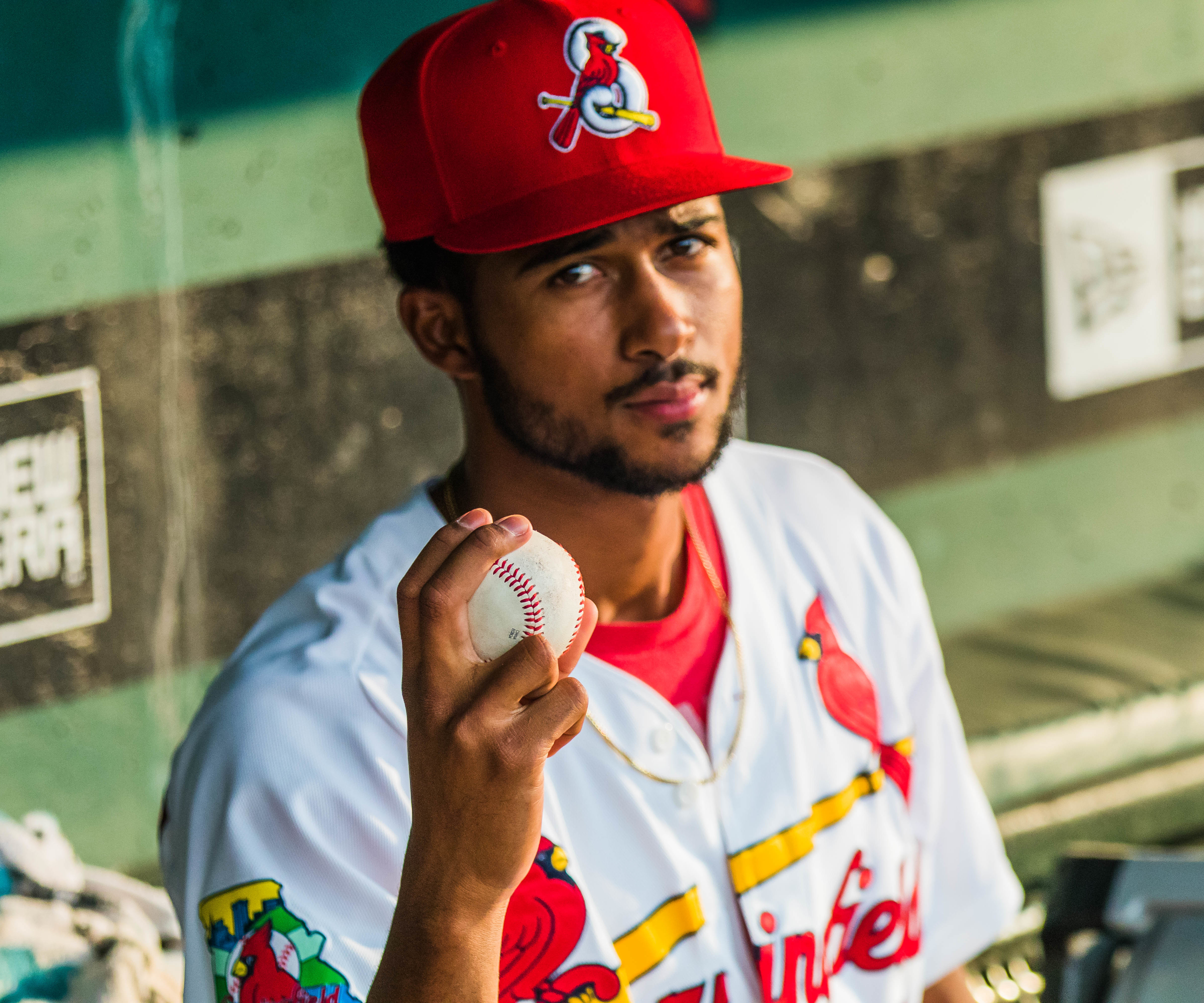
알칸타라
2017년 스프링필드 카디널스 소속으로

2013년 7월, 17세의 나이에 알칸타라는 세인트루이스 카디널스와 국제 자유계약선수로 계약했다. 2014년 도미니칸 서머 리그 카디널스에서 프로 데뷔를 했고, 그곳에서 12경기(11선발)에서 1승 9패, 3.97의 평균자책점을 기록하며 시즌 전체를 보냈다. 2015년에 걸프 코스트 카디널스에서 12경기 선발 등판하여 4승 4패, 3.22의 평균자책점을 기록했고, 2016년에는 피오리아 치프스에서 시작했다. 5월의 한 선발 등판에서 치프스 기록과 동률인 14개의 삼진을 잡았다. 2016년 7월 팜 비치 카디널스로 승격되었다. 2016 시즌을 두 팀에서 23경기 선발 등판하여 합계 5승 11패, 3.96의 평균자책점으로 마쳤다.
알칸타라는 2017년을 스프링필드 카디널스에서 시작했다. 리그에서 볼넷 4위, 폭투 20개로 리그 선두를 기록하며 통산 최고인 125.1이닝 동안 7승 5패, 4.31의 평균자책점을 기록한 후, 카디널스는 그를 2017년 9월 1일 메이저 리그로 승격시켰다. 시즌 후, 카디널스는 알칸타라를 애리조나 폴 리그 (AFL)의 서프라이즈 새과로스로 보냈고, 그곳에서 폴 스타스 게임에 선정되었다. AFL에서 총 15이닝을 던졌고, 5경기 선발 등판, 1승 2패, 4.20의 평균자책점으로 시즌을 마쳤다.

### 마이애미 말린스

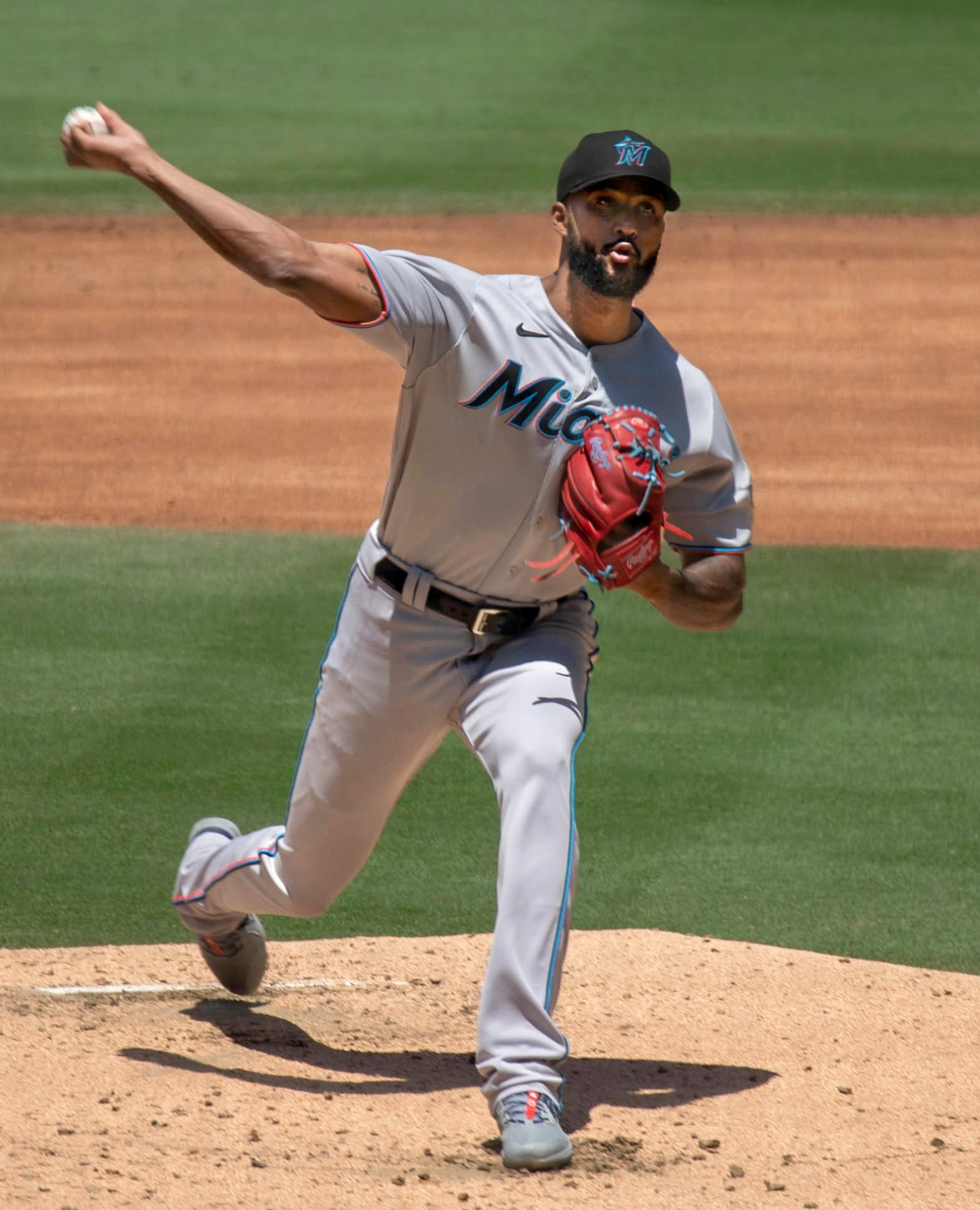
2021년 말린스 소속의 알칸타라

2017년 메이저 리그 베이스볼 시즌이 끝난 2017년 12월 14일, 카디널스는 알칸타라와 마그네우리 시에라, 잭 갈렌, 다니엘 카스타노를 마이애미 말린스로 트레이드하고, 그 대가로 마르셀 오즈나를 영입했다. MLB.com은 알칸타라를 2018년 메이저 리그 베이스볼 시즌을 앞두고 마이애미의 세 번째 유망주로 평가했다. 2018년을 뉴올리언스 베이비케이크스에서 시작했고, 6월 28일 마이애미에 의해 소집되었다. 6월 29일 선발투수로 말린스 데뷔전을 치렀고, 5이닝 동안 3피안타 5볼넷 1실점을 기록하며 2개의 삼진을 잡아냈고, 마이애미가 뉴욕 메츠를 8대 2로 이기면서 승리를 거두었다. 오른쪽 겨드랑이 감염으로 10일짜리 부상자 명단에 올랐다. 2019년 5월 19일, 알칸타라는 뉴욕 메츠를 상대로 89구 2안타 매덕스를 기록하며 생애 첫 완봉승을 달성했다.
알칸타라는 2019년 메이저 리그 베이스볼 올스타전에 마이애미 말린스에서 유일하게 선정된 선수였다. 8회에 등판하여 삼자범퇴를 기록했다. 32번의 선발 등판에서 197+1⁄3이닝 동안 6승 14패, 3.88의 평균자책점으로 시즌을 마쳤고, 내셔널 리그에서 패전과 완봉승에서 선두를 달렸다.
단축된 2020 시즌에 알칸타라는 42이닝 동안 3승 2패, 3.00의 평균자책점을 기록했다.
알칸타라는 말린스 구단 역사상 신인 최다 이닝 투구, 도미니카 공화국 출신 선수 최다 이닝 투구 및 탈삼진 기록을 보유하고 있다. 2021년 11월 28일, 말린스는 알칸타라와 5,600만 달러의 연장 계약을 체결했는데, 이는 카를로스 마르티네스가 세운 4년 미만 서비스 타임을 가진 구단 관리 하의 투수로는 최대 계약 기록을 깬 것이다.
2022년, 32번의 선발 등판에서 228.2이닝 동안 14승 9패, 2.28의 평균자책점을 기록했다. bWAR 8.0으로 알칸타라는 내셔널 리그를 이끌었으며, 양대 리그의 모든 투수들 중 선두를 달렸다. 2위 투수 맥스 프리드를 제치고 만장일치로 2022년 NL 사이 영 상을 수상했다.
알칸타라는 2023년 사이 영 상 수상 캠페인에서 퇴보하여 28번의 선발 등판에서 7승 12패, 4.14의 평균자책점을 기록했으며, 184+2⁄3이닝 동안 151개의 삼진을 잡아냈다. 2023년 9월 4일, 오른쪽 전완근 굴근 염좌로 부상자 명단에 올랐다. 나중에 MRI 검사 결과 알칸타라의 팔꿈치 척측측부인대 염좌가 확인되어 그의 시즌이 위태로워졌다. 트리플 A 잭슨빌 점보 슈림프에서 재활 임무를 시작했지만, 전완근 긴장을 경험한 후 9월 23일 남은 시즌 동안 중단되었다. 10월 6일, 알칸타라는 오른쪽 팔꿈치의 팔꿈치 척측측부인대(UCL)를 치료하기 위해 토미 존 수술을 받았고, 이로 인해 2024 시즌에 출전하지 못하게 되었다.

## 투구 스타일
알칸타라의 패스트볼 구속은 일반적으로 시속 약 97마일 정도이며, 최고 시속 101마일 정도이다. 포심 패스트볼과 싱커를 모두 사용하는데, 이는 평균 이상의 수직 및 수평 움직임을 가지고 있다. 그의 보조 투구는 체인지업(평균 시속 90-94마일), 슬라이더(89-93마일), 커브볼(82마일)이지만, 커브볼 사용은 드물다.

## 자선 활동
더 기빙 머치 모어(GMM) 재단 및 더 베이스볼 클럽과 협력하여 알칸타라는 2019년에 그의 고향인 도미니카 공화국의 소외 계층 청소년들을 위한 야구 장비를 모으기 위한 여러 자선 행사를 개최했다. 여기에는 그의 24번째 생일에 열린 제1회 "샌드맨과 함께하는 소프트볼" 자선 야구 토너먼트가 포함되었다.
2019 시즌을 마친 후, 알칸타라는 도미니카 공화국으로 가서 아이들에게 직접 장비를 전달했다.

## 같이 보기
- 토미 존 수술을 받은 야구 선수 목록